# Nemipterus tambuloides
Nemipterus tambuloides är en fiskart som först beskrevs av Bleeker, 1853.  Nemipterus tambuloides ingår i släktet Nemipterus och familjen Nemipteridae. Inga underarter finns listade i Catalogue of Life.